# Institut supérieur professionnel technique de Kinshasa
L'Institut supérieur professionnel technique de Kinshasa (ISPT-KIN) est un établissement d'enseignement supérieur situé à Kinshasa, en république démocratique du Congo. Il a pour mission de former des encadreurs, formateurs et enseignants techniciens doublement qualifiés en pédagogie et en technique, répondant ainsi aux besoins du pays en matière d'éducation technique et professionnelle. 

## Historique
L'ISPT-KIN a été créé pour répondre à la demande croissante de formation technique et pédagogique en RDC. L'institut s'est engagé à fournir une éducation de qualité en appliquant des méthodes pédagogiques innovantes et en mettant à disposition des ateliers et laboratoires modernes pour permettre aux étudiants d'expérimenter les théories apprises en cours.

## Formations proposées
L'ISPT-KIN propose plusieurs sections de formation au niveau de la licence :
- Informatique : Former des techniciens supérieurs capables d'enseigner l'informatique dans les écoles secondaires techniques et d'implémenter des systèmes informatisés et automatisés dans les entreprises.
- Électricité : Former des techniciens supérieurs aptes à enseigner l'électrotechnique et l'électronique dans les écoles secondaires techniques, ainsi qu'à réaliser des travaux d'installation et de maintenance des équipements électriques et électroniques.
- Mécanique : Former des techniciens supérieurs capables d'enseigner dans les écoles secondaires techniques et de réaliser des travaux d'installation et de maintenance dans les domaines de la mécanique générale et automobile, la construction et l'agriculture.

De plus, l'ISPT-KIN dispose d'une École d'Application (EDAP) servant de champ pratique aux étudiants et aux enseignants dans le domaine pédagogique. 

## Infrastructures
L'institut est doté d'ateliers et de laboratoires modernes équipés d'outils numériques pour soutenir la formation des étudiants. Ces installations offrent aux apprenants la possibilité de mettre en pratique les connaissances acquises en classe et de développer leurs compétences techniques.

## Plateforme e-learning
L'ISPT-KIN a mis en place une plateforme d'apprentissage en ligne permettant aux étudiants de suivre des cours à distance. Cette initiative vise à diffuser les formations sans barrière géographique, facilitant ainsi l'accès à l'éducation pour un plus grand nombre d'apprenants.

## Admission
Fort de plus de deux ans d'expérience dans le système Licence-Master-Doctorat (LMD), l'ISPT-KIN invite les candidats intéressés à s'inscrire pour bénéficier de ses programmes de formation de qualité,.

## Partenariats
L'ISPT-KIN collabore avec diverses institutions et entreprises pour enrichir l'expérience éducative de ses étudiants et faciliter leur insertion professionnelle. Parmi ses partenaires figurent notamment Rawbank et Access-Bank.